# 4082 Swann
4082 Swann је астероид главног астероидног појаса чија средња удаљеност од Сунца износи 2,390 астрономских јединица (АЈ).
Апсолутна магнитуда астероида је 12,9.